# Valpromid
A valpromid epilepszia és bizonyos hangulatzavarok elleni gyógyszer. Gyorsan lebomlik (80%) valproinsavra, mely ugyancsak antiepileptikum, de a valpromidnak önállóan is van epilepszia elleni hatása. A valproinsavnál stabilabb vérplazmaszintet produkál, ezért hatékonyabb lehet lázgörcsök ellen.
A máj epoxi hidroxiláz enzimjének erős gátlója, ezért nem szedhető együtt karbamazepinnel, és gátolhatja a szervezet méregeltávolító képességét.
Fehér kristályos por (op. 125–126°C). Hideg vízben nem, forró vízben oldódik. 

## Készítmények
- Depamide - Sanofi-Aventis
- Vistora - Grupo Vita / Vita Cientifica

## Fordítás
- Ez a szócikk részben vagy egészben  a   Valpromide című angol Wikipédia-szócikk fordításán alapul.  Az eredeti cikk szerkesztőit annak laptörténete sorolja fel. Ez a jelzés csupán a megfogalmazás eredetét és a szerzői jogokat jelzi, nem szolgál a cikkben szereplő információk forrásmegjelöléseként.